# Różanka-Leśniczówka
Różanka-Leśniczówka ist ein kleiner Ort in der polnischen Woiwodschaft Ermland-Masuren und gehört zur Gmina Srokowo (Drengfurth) im Powiat Kętrzyński (Kreis Rastenburg).
Różanka-Leśniczówka liegt südöstlich des Kleinen Blausteiner Sees (polnisch Okrągłe Jezioro) in der nördlichen Mitte der Woiwodschaft Ermland-Masuren, 13 Kilometer nordöstlich der Kreisstadt Kętrzyn (deutsch Rastenburg).
Über die Gründung und Geschichte des Ortes liegen keine Belege vor, auch nicht zu der Frage, ob er vor 1945 eine deutsche Bezeichnung hatte. Möglich ist, dass er erst nach 1945 entstanden ist.
Różanka-Leśniczówka ist „część wsi Siniec“ („ein Teil des Dorfes Siniec“). Gemeint ist  Siniec (Groß Blaustein (Gut), 1928 bis 1945 Blaustein), ein Dorf innerhalb der Landgemeinde Srokowo (Drengfurth) im Powiat Kętrzyński (Kreis Rastenburg), bis 1998 der Woiwodschaft Olsztyn, seither der Woiwodschaft Ermland-Masuren zugehörig.
Różanka-Leśniczówka ist in die katholische Heilig-Kreuz-Kirche Srokowo im Erzbistum Ermland, außerdem in die evangelische Johanneskirche Kętrzyn in der Diözese Masuren der Evangelisch-Augsburgischen Kirche in Polen eingepfarrt.
Von Siniec aus und der Woiwodschaftsstraße 650 ist Różanka-Leśniczówka auf direktem Wege über eine Nebenstraße zu erreichen. Eine Anbindung an den Bahnverkehr existiert nicht.